# 量子自杀
量子自杀（quantum suicide）是量子力学中的一个思想实验，由汉斯·莫拉维克和布鲁诺·马查尔（Bruno Marchal）于1980年代末分别提出。该实验由薛定谔猫实验推广而来，可以用来区分哥本哈根诠释与多世界诠释。
实验将“薛定谔猫”中的猫改为一个实验者。此时根据哥本哈根诠释，实验者在实验中存活与否的機率各有50%。而根据多世界诠释，实验后会在两个不相干的世界中各存在一个实验者，其中一个活着，而另一个则死了。那么如果多世界诠释是正确的话，在经过任意次实验后，总会存在某个世界，其中实验者永远不会死（只有这个世界对实验者有意义的），这便被称为量子永生（quantum immortality）。